# Wyrwa (Wiar)
Wyrwa (ukrainisch Вирва; engl. Vyrva River) ist ein Fluss, der durch das Gebiet Polens und der Ukraine fließt, der rechte Nebenfluss des Wiar, mit einer Länge von etwa 25 km. Er fließt unter anderem durch den Ort Dobromyl.
Die Quellen des Flusses befinden sich auf dem Gebiet des Sanok-Turkaer Gebirges unterhalb des Gipfels Kopce (610 m über dem Meeresspiegel) östlich des Dorfes Jureczkowa, etwa 2 km von den Quellen des Wiar entfernt. Später tritt der Fluss in das Gebiet der Ukraine ein, wo er 15–20 km unterhalb der Stadt Nyschankowytschi (Niżankowice) in den Wiar mündet.